# André Poznanski
André Boris Poznanski, né le 30 juin 1921 à Baden (Autriche) et mort pour la France le 13 avril 1943 à Spas-Demensk (Russie), était un aviateur français. Pilote de chasse de la France libre, il s'est porté volontaire pour servir avec le régiment de chasse Normandie-Niemen en URSS, où il a trouvé la mort en combat aérien.

## Hommages
La promotion 1990 de l'École de l'Air porte son nom.